# Timo Antila
Timo Antila, född 22 september 1980 i Jurva, är en finländsk skidskytt.
Antila debuterade i världscupen i skidskytte år 2000 och hans hittills bästa placering är en 14:e plats från sprinten i Ruhpolding säsongen 2003/2004.